# Мыс Барыкова
Мыс Бары́кова — мыс на юге Чукотки, омывается Анадырским заливом Берингова моря. Является северным входным мысом в бухту Угольную.
Назван в честь мичмана Фёдора Евгеньевича Бары́кова — члена экипажа клипера «Крейсер», который обследовал мыс в 1886 году.
Чукотское название Ылвылю — «дикий олень».
Представляет собой горное поднятие скалами обрывающееся к морю. В пяти км юго-западнее мыса находится порт Беринговский. На отвесных скалах мыса находятся колонии морских птиц — моевки, кайры, ипатки, берингова баклана, белобрюшки, крупной чайки.
В районе мыса Барыкова планируется строительство глубоководного незамерзающего морского порта для вывоза угля с близлежащего месторождения.